# Schahrbaraz

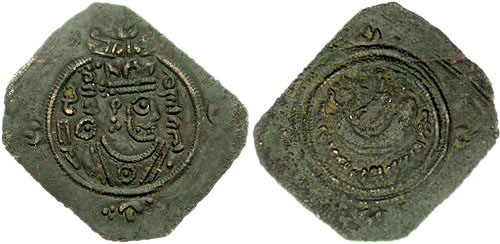
Münze von Schahrbaraz

Farruchan († 630),  besser bekannt unter seinem Beinamen Schahrbaraz (im Schahname auch Gurāz) was etwa so viel bedeutet wie „der königliche Eber“ [„Eber des Reiches“], war ein General (spahbed) des persischen Sassanidenreichs und ein Usurpator im 7. Jahrhundert.
Seine familiäre Abstammung ist unsicher: In der Forschung wurde teils erwogen, dass er aus dem einflussreichen Adelshaus der Mihran stammte, was aber umstritten ist, da die schriftlichen Quellen dies nicht bestätigen und sein Verhältnis zum Adel angespannt war. Er kämpfte jedenfalls im 603 ausgebrochenen großen römisch-persischen Krieg für den Sassanidenkönig Chosrau II. erfolgreich gegen die Oströmer. Er eroberte 613 Damaskus und 614 Jerusalem, wo zahlreiche Christen getötet wurden und mehrere Kirchen der Stadt, wie die Grabeskirche, die Basilika Hagia Sion und die Kirche St. Maria an der Stelle der späteren al-Aqsa-Moschee, zerstört wurden (siehe auch Eroberung von Jerusalem (614)). Schließlich führte er das angebliche „Heilige Kreuz“ nach Persien fort (wo es Chosraus christlicher Lieblingsfrau Schirin übergeben wurde), was eine deutliche Schockwirkung bei den Christen hinterließ. Für seine aggressive Art der Kriegsführung verlieh Chosrau ihm den besagten Beinamen. Im Jahr 619 begann die Eroberung der Provinz Aegyptus, die 621 abgeschlossen wurde.
Im Krieg gegen Kaiser Herakleios war Schahrbaraz an der sassanidischen Gegenoffensive 625 beteiligt, nachdem Herakleios zuvor in den persisch besetzten Gebieten erfolgreich agiert hatte. Zwar gelang es Herakleios, sich dem Zugriff von Schahrbaraz (der seine Truppen nach Mesopotamien verlegt hatte) und des Generals Schahin, eines Rivalen Schahrbaraz’, zu entziehen. Schahrbaraz stand aber 626 mit einem großen Heer in Chalkedon am Bosporus, während die Awaren Konstantinopel belagerten, was jedoch misslang, da die Römer eine Vereinigung von Persern und Awaren verhindern konnten. 
In den folgenden beiden Jahren hielt sich Schahrbaraz aufgrund eines Zerwürfnisses mit Chosrau, der möglicherweise sogar seine Ermordung befahl, mit seiner Armee weitgehend aus dem Krieg heraus und trug damit wesentlich dazu bei, dass Herakleios zunehmend offensiv agieren konnte. Verschiedene westliche und östliche Quellen berichten sogar von einer hochverräterischen vertraglichen Übereinkunft des Generals mit dem römischen Kaiser. Als Herakleios 627 tief in persisches Gebiet eindrang und zudem die Kök-Türken im Bündnis mit Herakleios gegen die Perser agierten, verlor Chosrau den Rückhalt bei den Großen des Reiches. Es kam zu einer gegen Chosrau gerichteten Adelsverschwörung, die im Februar 628 zur Einkerkerung und kurz darauf zur Ermordung des Königs führte. Siroe, ein zuvor als Thronfolger übergangener Prinz, wurde als Kavadh II. neuer Sassanidenkönig. Schahrbaraz scheint den neuen Herrscher jedoch nicht anerkannt zu haben.
Nach dem Sturz Chosraus und dem Friedensschluss mit Ostrom willigten die Perser ein, die besetzten Gebiete zu räumen, doch zog sich dieser Vorgang offenbar in die Länge. Im Juli 629 verständigte sich Schahrbaraz mit Kaiser Herakleios, und sie gingen einen Pakt ein, wonach die Oströmer Schahrbaraz als neuen Perserkönig anerkennen würden. Sein Sohn Niketas wurde getauft und vom Kaiser zum patricius erhoben, seine Tochter mit einem Sohn des Herakleios verlobt. Im Frühjahr 630 nahm Schahrbaraz Ktesiphon ein, tötete den jungen König Ardaschir III. (Kavadh II. hatte nur wenige Monate regiert) und machte sich selbst zum Großkönig. Er fand jedoch keinen Rückhalt im Reich, da er nicht dem angestammten Herrscherhaus der Sassaniden angehörte, und wurde nach nur kurzer Herrschaft (April bis Juni 630) ermordet. Der sassanidische Adel scheint Schahrbaraz in großen Teilen feindlich gesinnt gewesen zu sein, wie auch er selbst kein gutes Verhältnis zu ihm pflegte. Während seiner kurzen Herrschaft wütete zu allem Übel auch die Pest in Ktesiphon.
Nach mehreren Quellen hatte er zuvor irgendwann den christlichen Glauben angenommen; in diesem Fall wäre er der erste und einzige persische Großkönig gewesen, der kein Zoroastrier war. Sein Sohn mit dem griechischen Namen Niketas war, wie erwähnt, sicher getauft und diente nach der Ermordung seines Vaters einige Zeit als General im oströmischen Militär, bevor er sich nach der verlorenen Schlacht am Jarmuk, in der er Teile der kaiserlichen Truppen kommandierte, nach Emesa zurückzog und schließlich von den siegreichen Arabern hingerichtet wurde.